# Tullio Serafin
Tullio Serafin (ur. 1 września 1878 w Cavarzere, zm. 2 lutego 1968 w Rzymie) – włoski dyrygent, pedagog. 
Wprowadził 19. wieczne opery bel canto (m.in. Belliniego, Rossiniego i Donizettiego) do 20. wiecznego repertuaru operowego. Wsławił się jako nauczyciel młodych śpiewaków operowych, szczególnie prowadzeniem Marii Callas.
Urodził się w Rottanova (Cavarzere), niedaleko Wenecji, naukę rozpoczął w Mediolanie, został początkowo skrzypkiem w orkiestrze La Scali w Mediolanie pod dyrekcją Toscaniniego. Później otrzymał nominację na asystenta dyrygenta. W latach 1909–1914, 1917–1918, był dyrektorem muzycznym La Scali. 
W 1924 r. wstąpił do zespołu dyrygentów Metropolitan Opera. W 1934 r. został dyrektorem artystycznym Teatro Reale w Rzymie. 
Podczas swojej długiej kariery odkrył wielu śpiewaków, w tym Joan Sutherland i Marię Callas, z którą dokonał licznych nagrań. Miał także znaczący wpływ na kariery śpiewaków, z którymi współpracował, m.in. Rosy Ponselle. Od 1914 roku jego żoną była wybitna polska śpiewaczka Elena (Helena) Rakowska (1882-1964), która występowała m.in. w nowojorskiej MET, mediolańskiej La Scali i Teatro Colon w Buenos Aires. 
Serafin doprowadził do włoskich premier dzieł m.in. Albana Berga, Paula Dukasa i Benjamina Brittena. Zmarł w Rzymie w 1968 roku. 
Wybrane nagrania Tullia Serafina z udziałem Marii Callas dla wytwórni Angel / EMI: 
- Armida - 1952
- Lucia di Lammermoor - 1953
- I puritani - 1953
- Cavalcanti rusticana - 1953
- Norma - 1954
- Pajace - 1954
- La forza del destino - 1954
- Aida - 1955
- Rigoletto - 1955
- Turandot - 1957
- Manon Lescaut - 1957
- Medea - 1957
- Lucia di Lammermoor - 1959
- Norma - 1960